# Cala
|  | Aquest article tracta sobre l'accident geogràfic. Si cerqueu el municipi andalús, vegeu «Cala (Huelva)». |

|  | Aquest article tracta sobre l'accident geogràfic. Si cerqueu l'activista cultural i polític català, vegeu «Josep de Calassanç Serra i Puig». |

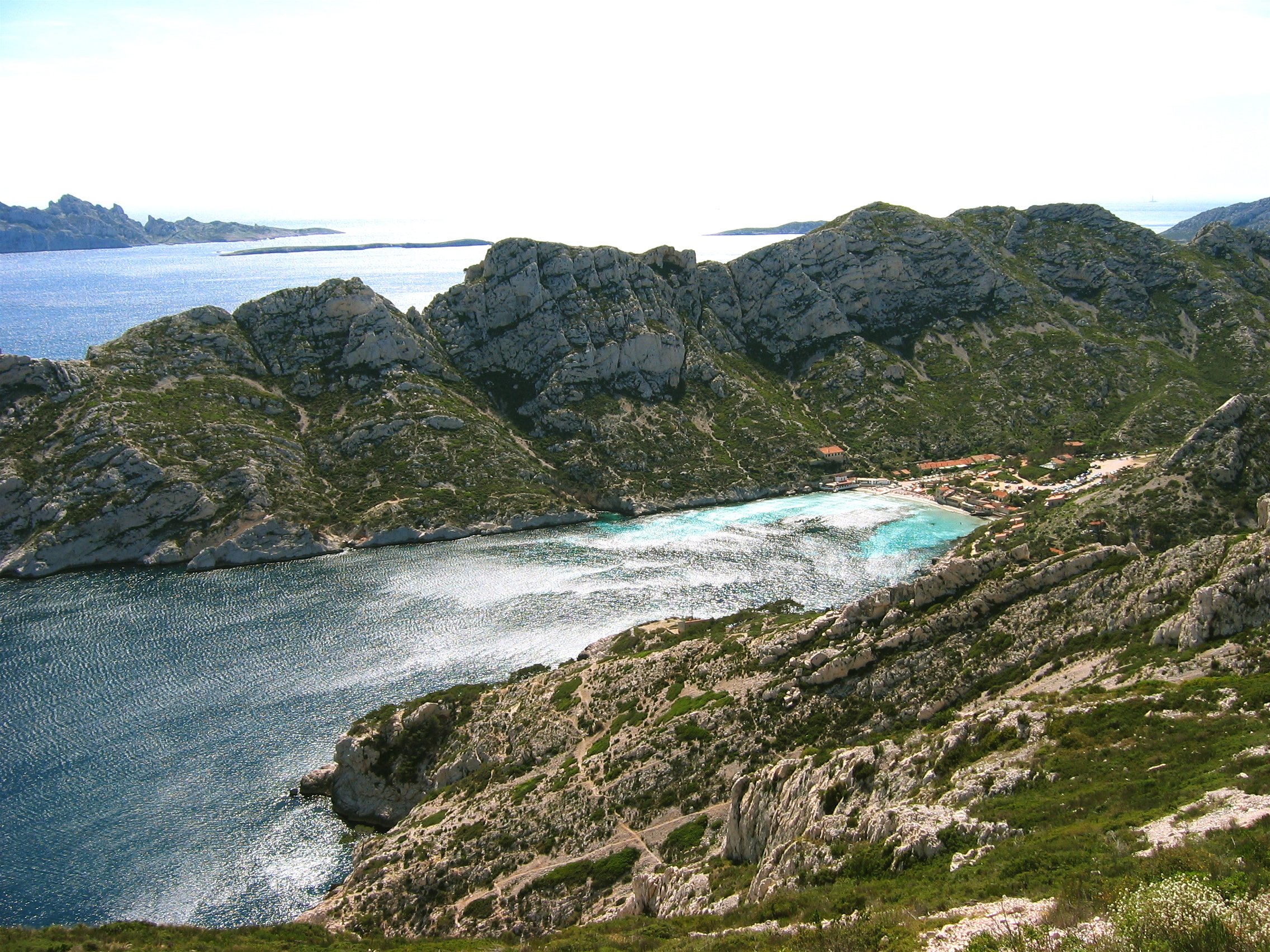
Calanca de Sormiu, a Marsella.

Una cala o ansa (o calanca quan és petita) és una badia petita que es troba envoltada d'una paret de roca o penya-segat. Es tracta d'una entrada d'aigua rodona amb una boca estreta, malgrat que col·loquialment el terme pot designar qualsevol badia refugiada, amb una platja o no. Se'n troben arreu del món, però al mediterrani són molt abundants. Les cales de les Illes Balears, la Costa Brava i la Costa Blanca són molt conegudes i una gran atracció turística. Moltes cales són zones de protecció mediambiental, com és el cas de les calanques de Marsella incloses al Parc Nacional de les Calanques.

## Formació
Les cales es formen sobre costes concordants, on franges de roques de diferent resistència corren paral·leles a la costa. Típicament, s'hi forma aquest tipus d'accident geogràfic quan una franja angosta de roca relativament resistent, com la pedra calcària o la roca ígnia, constitueix la línia costanera, mentre que una altra franja de roca més feble, com argila o arena, se situa al darrere. Una tercera franja, de roca resistent, determinarà el final de la cala. L'acció de les ones sobre punts dèbils, com ara juntures o esquerdes, a les franges que formen el penya-segat eventualment travessa la roca resistent, i hi deixa exposada la roca dèbil. La franja intermediària és ràpidament erosionada per la marea i la meteorització. La refracció de les ones ocorre on elles viatgen a través d'entrades angostes i llavors s'hi dispersen a l'interior de la cala. Així doncs l'erosió és igual en tots els punts interns del contorn d'aquest cos d'aigua, creant així la forma circular o rodona característica.

## Cales de Mallorca

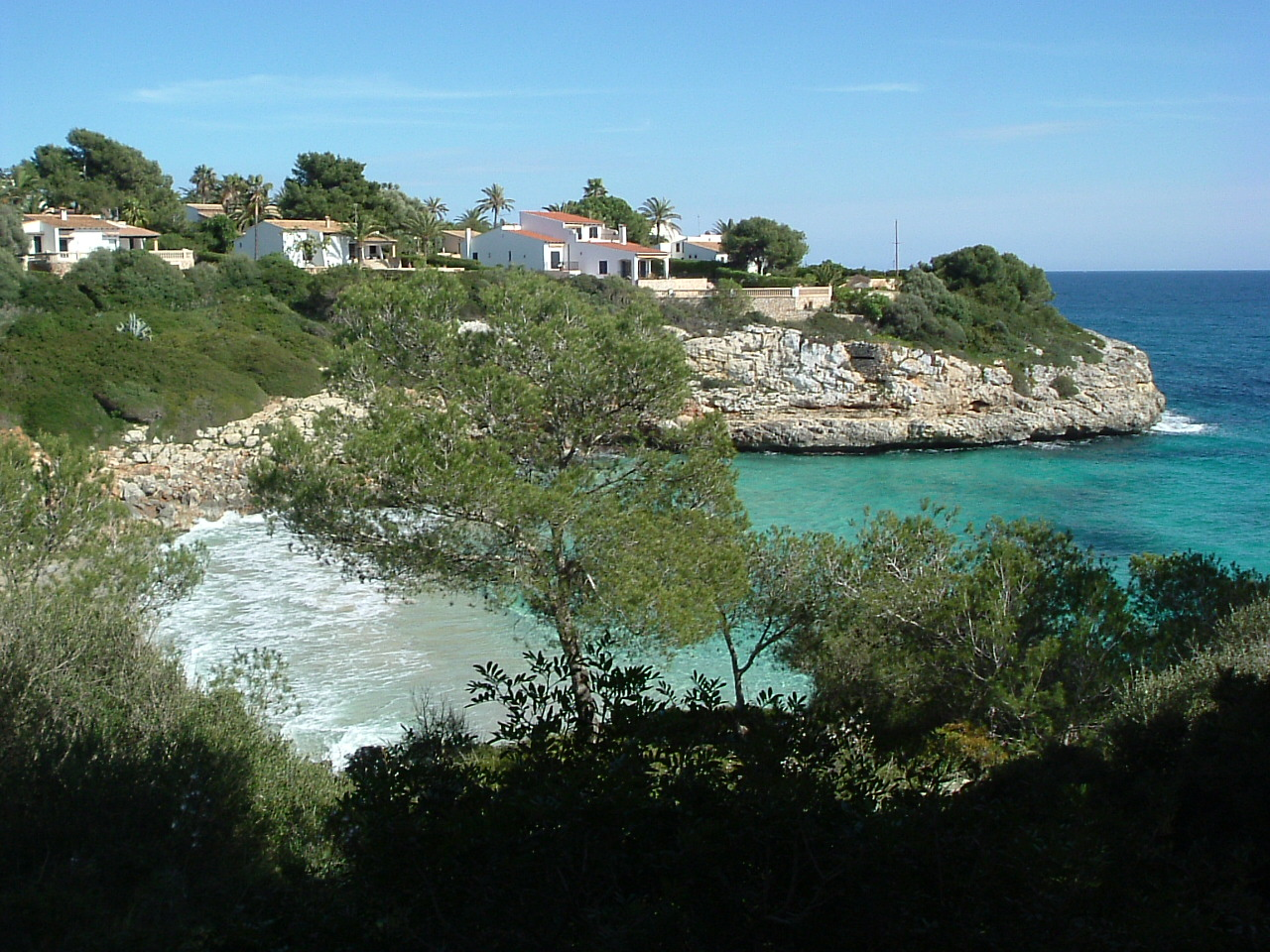
Cala Anguila

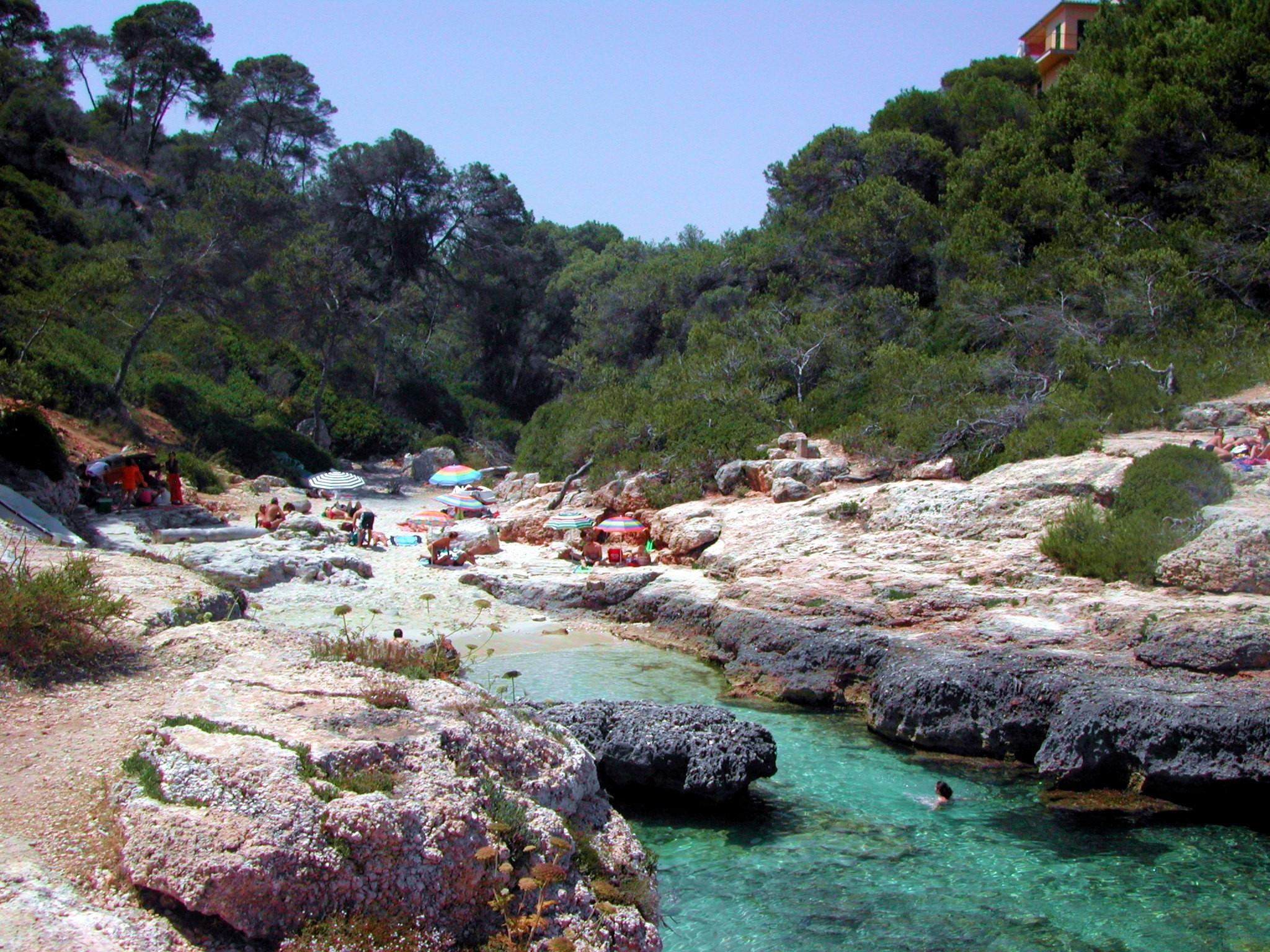
Cala s'Almúnia.

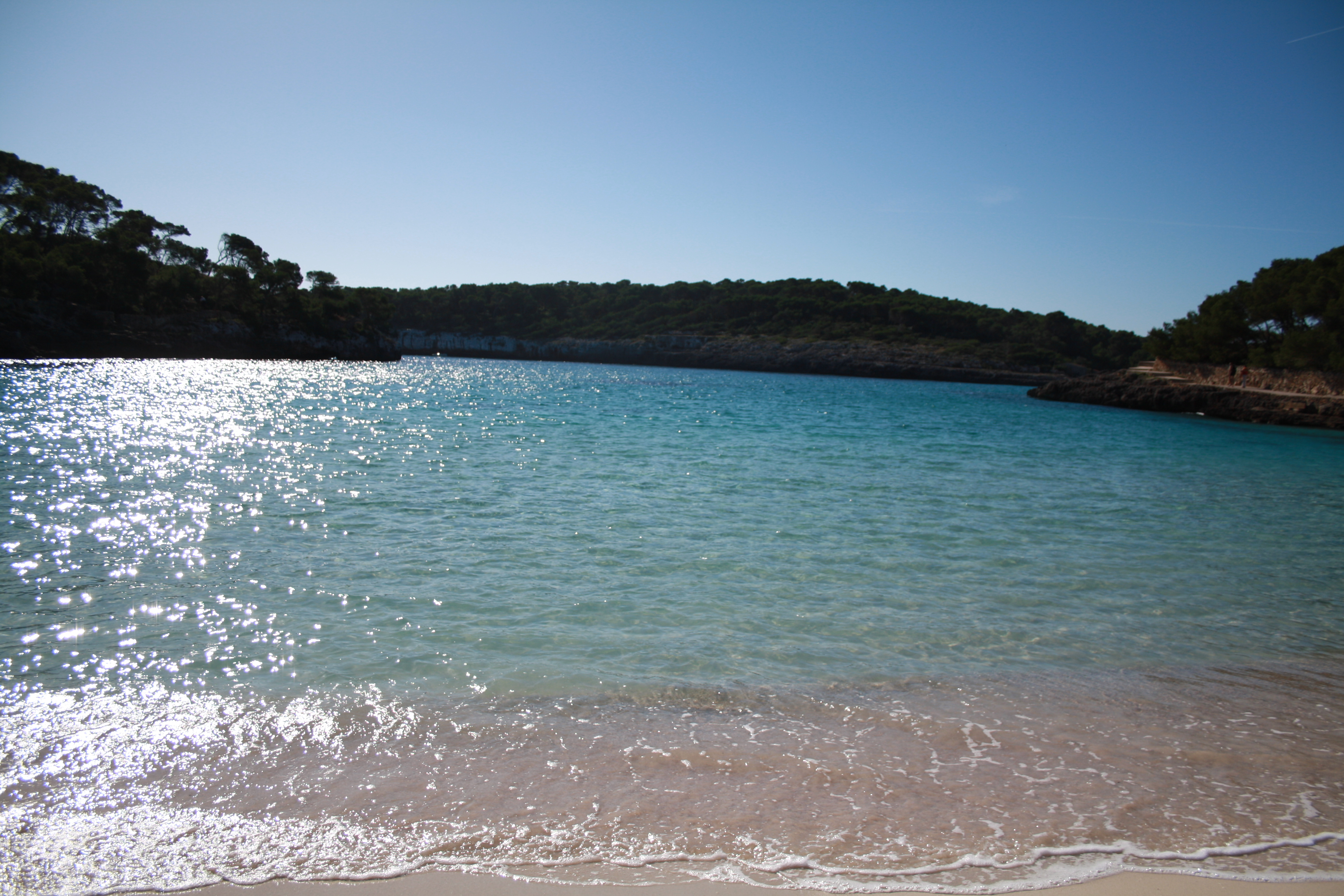
Cala Mondragó

| Municipi                   | Cales |
| -------------------------- | --- |
| Andratx                    | Cala en Basset, Cala d'Egos, Cala de ses Ortigues, Cala Llamp, Cala Marmassem, Cala en Tió |
| Artà                       | Cala Matzoc, Cala Torta, Cala Estreta, Cala Mitjana, Cala Dèntol, Cala de sa Font Salada |
| Banyalbufar                | Cala Banyalbufar |
| Calvià                     | Cala Brogit, Cala Comptessa, Cala de Penyes Roges, Cala Figuera (Calvià), Cala Fornells, Platja del Mago i Caleta de Portals Vells, Cala Rafaubetx, Cala Vinyes, Caló d'en Monjo, Es Caló d'en Pellicer                       |
| Capdepera                  | Cala Agulla, Cala Gat, Cala Mesquida, Cala Moltó, Cala Rajada |
| Deià                       | Cala Deià, Es Canyeret |
| Escorca                    | Cala Tuent, Cala Roja o cala Rotja |
| Felanitx                   | Cala Brafi, S'Algar, Cala de sa Barbacana, Cala Ferrera, Cala Marçal, Cala Mitjana, Cala sa Nau |
| Fornalutx                  | Cala Ferrera o port de Fornalutx. |
| Alcúdia                    | Es Barcarès, Port de ses Olles |
| Llucmajor                  | Cala Blava, Cala Beltran, Es Carril o cala des Carril, Cala Pi |
| Manacor                    | Cala Anguila, Cala Antena, Cala Bota, Cala Domingos, Cala Falcó, Cala Magraner, Cala Mendia, Cala Morlanda, Cala Murada, Cala Murta, Cala Petita, Cala Pilota, Cala Varques, Cala Virgili, S'Estany d'en Mas, Caló des Serral |
| Palma                      | Cala Estància, Cala Gamba, Cala Nova, El Portitxol, El Portitxolet |
| Pollença                   | Cala en Gossalba (Península de Formentor), Cala Estremer, Cala Figuera, Cala Murta |
| Sant Llorenç des Cardassar | Cala Millor, Cala Nau |
| Santa Margalida            | Clot de s'Aigodolça |
| Santanyí                   | Cala s'Almúnia, Cala Figuera, Cala Figuereta, Cala Llombards, Cala Llonga, Cala Mondragó o Montdragó, Cala de Santanyí, Caló des Moro                                                                                         |
| Ses Salines                | Cala Galiota, Cala en Togores (al límit en Santanyí) |
| Son Servera                | Cala Bona, Port Vell |

### Cabrera[54]
- Cala Ganduf[55][56]
- Cala de l'Olla
- Dragonera[57]
- Cala Lledó[58]

## Cales de Menorca

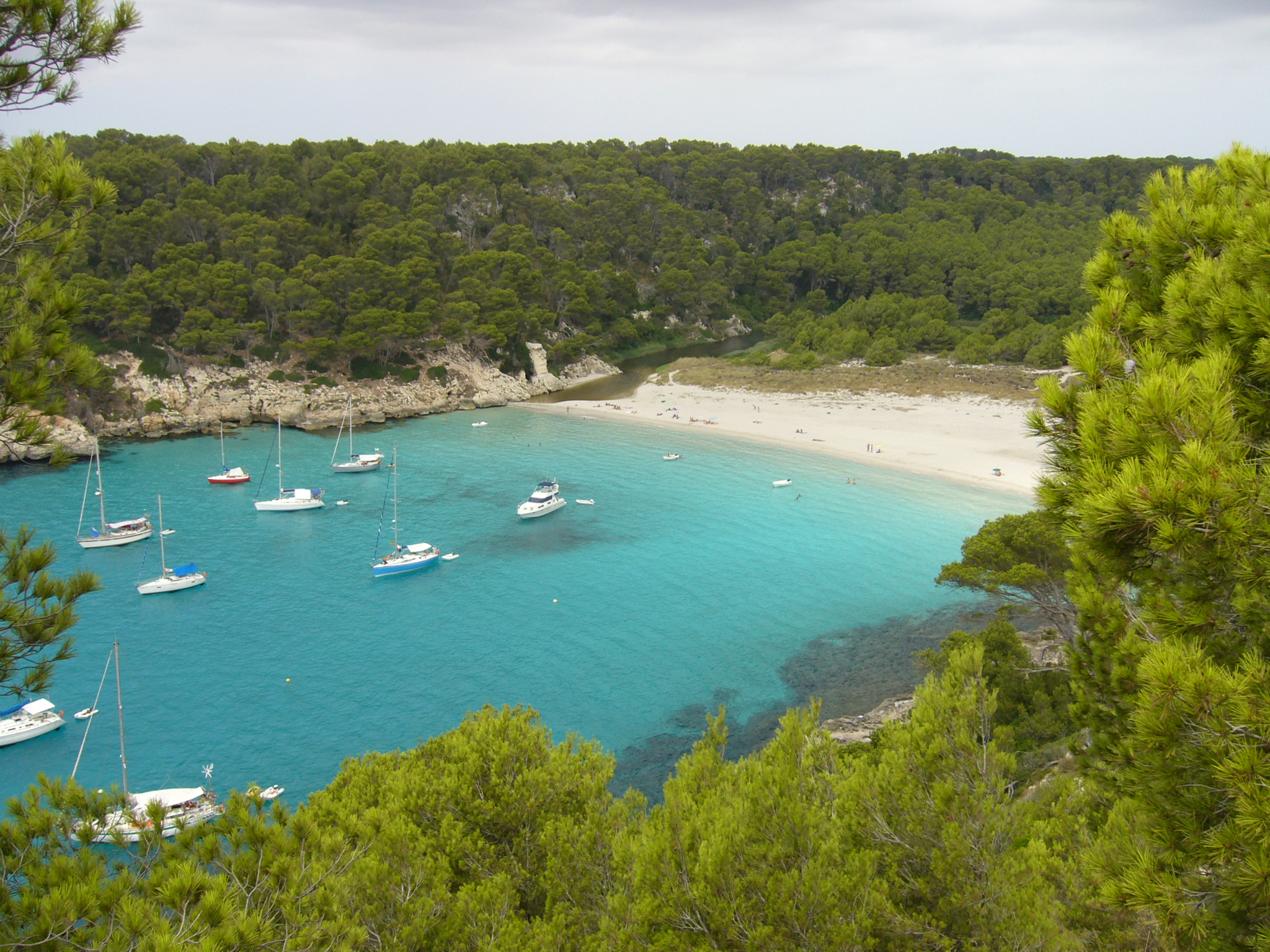
Cala Trebalúger, a Ferreries.

| Municipi    | Cales |
| ----------- | --- |
| Alaior      | Cala de Sant Llorenç, Cala en Porter, Calescoves |
| Ciutadella  | Cala des Degollador, Cala des Talaier, Cala en Turqueta, Cala en Bosch, Cala Blanca, Cala en Brut Sa Caleta, Cala Santandria, Cala des Frares, Cala en Blanes, Cala en Forcat, Cala Macarella, Macarelleta, Cala Morell, Cala del Pilar, Codolar de Torrenova                                                      |
| Es Castell  | Cala Pedrera, Cala de Sant Esteve |
| Es Mercadal | Cala Barril, Cala en Calderer (cala situada entre Es Mercadal i Ferreries, Cala Fustam, Cala Pregonda Cala Tirant, Cala Torta, Cala Viola de Llevant |
| Ferreries   | Cala Galdana, Cala Macarrà, Cala Mitjana, Cala Mitjaneta, Cala Trebalúger, Ets Alocs |
| Maó         | Cala Binidalí, Cala Canutells, Cala Corb, Cala de sa Torreta Cala Esfonts o Calasfonts, Cala Figuera (al límit dels municipis de Maó i es Castell), Cala Llonga, Cala es Murtar, Cala Presili, Port d'Addaia (cala situada entre els termes de Maó i Es Mercadal), Cala Rata, Cala Sa Mesquida, Cala de Sant Jordi |
| Sant Lluís  | Cala de Binibeca, Cala de Biniparratx, Caló des Rafalet S'Algar, Cala Torret |

## Cales d'Eivissa

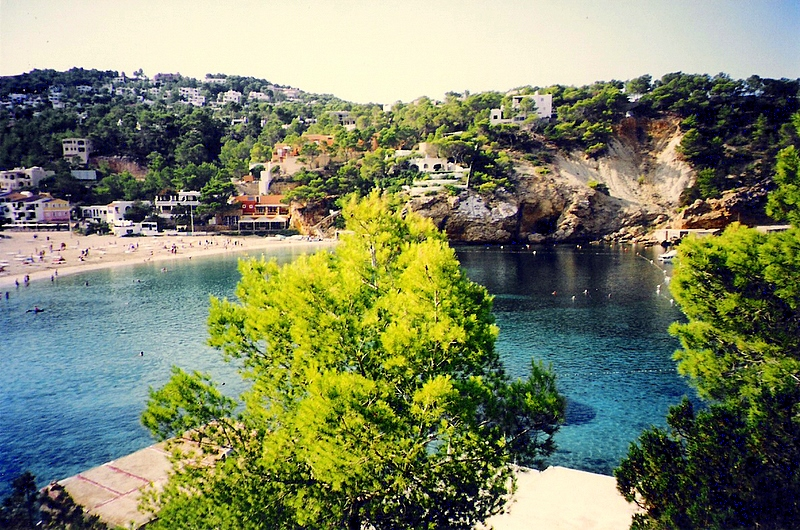
Cala Vedella a Sant Josep de sa Talaia

| Municipi                | Cales |
| ----------------------- | --- |
| Eivissa                 | Cala de Talamanca (Platja de Talamanca) |
| Sant Antoni de Portmany | Caló des Moro, Cala Gració, Cala Grassioneta, Cala Salada |
| Sant Joan de Labritja   | Cala de Portinatx, Cala de Sant Vicent, Cala d'en Serra, Cala Xarraca, Cala Xuclà, Es Portitxol de Rubió, Port de ses Caletes, Port de Benirràs                                                                 |
| Sant Josep de sa Talaia | Cala Bassa, Cala Carbó, Cala Codolar, Cala Corral, Cala des Cubells, Cala des Torrent, Cala d'Hort, Cala Jondal, Cala Llentrisca, Cala Molí, Porroig, Cala Roig, Cala Tarida, Cala Vedella, Es Port des Torrent |
| Santa Eulària des Riu   | Cala Boix, Cala des Canar, Cala Llenya, Cala Llonga, Cala Mastella, Cala Nova, Cala Olivera, Cala Pada, Caló de s'Alga                                                                                          |

## Cales de Formentera
- Cala en Baster, Caló de Sant Agustí, Cala des Codolar,[101] Caló des Mort,[102] Cala Saona[103] i Caló d'en Trull[104]

## Cales a Catalunya
- Barcelona, Cala de L'Olla.

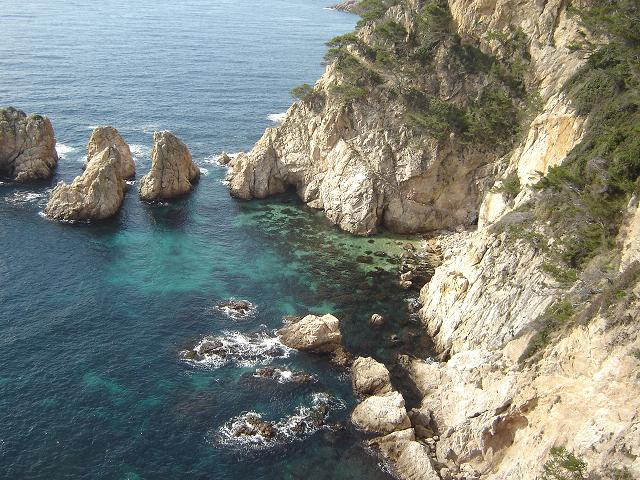
Cala d'en Jaume a Tossa de Mar.

- A Blanes: Cala de Santa Anna, Cala de Sant Francesc
- A Begur: cala Moreta, cala de l'Illa Roja, cala de sa Riera, cala d'Aiguafreda, cala de sa Tuna, cala dels Tries, cala d'Aiguablava, cala de ses Faixes (Aiguablava), cala de ses Herbes (Aiguablava), cala de Tramadiu
- A Cadaqués: Cala Fredosa, Cala Jugadora
- A Colera: Cala del Borró
- A l'Escala: Cala del Montgó
- A Mont-ras: cala d'en Massoni, cala des Vedell (Mont-ras), cala del Crit, cala dels Termes
- A Palamós: cala del Cap d'en Planes, cala de la Roca Bona, cala d'en Remendon, cala Estreta, cala dels Corbs, cala dels Canyers (Palafrugell), cala de Seniar, cala de Castell, cala de s'Alguer, cala de la Sardina (Palamós), cala Margarida, cala dels Pots
- A Palafrugell: cala de les Cabres (Aigua-xellida), cala Marquesa, cala d'Aigua-xellida, cala Sorellera, cala d'Aigua Dolça (Tamariu) o dels Gòmbits, cala d'en Roig (Tamariu), cala de Gamarús (Tamariu), cala Pedrosa (Palafrugell), cala d'en Reig (Palafrugell), cala dels Gens, cala d'en Roquer Ermità, cala dels Gossos (Llafranc), cala de la Marineda (Llafranc), cala del Golfet
- A Calonge: cala dels Capellans (Calonge), cala de la Roca dels Musclos, cala de l'Embarcador, cala Rocosa la Vermella, cala de la Roca del Paller, cala del Forn (Calonge), la Calanca (Calonge)

A la Vall d'Aro: cala del Pi (Platja d'Aro), cala de sa Cova (Platja d'Aro), cala Rovira (Platja d'Aro), cala dels Oriços (s'Agaró), cala de Vaques (s'Agaró), cala dels Gossos (s'Agaró), cala de la Font (s'Agaró), cala Pedrosa (s'Agaró), cala del Ferro (s'Agaró), cala de Marieta de l'Hostal, cala dels Carnissers (s'Agaró), cala del Barco (s'Agaró)
- A El Port de la Selva: Cala Tamariua, Cala Tavallera
- A Portbou: Cala Pi
- A Roses: Cala Monjoi
- A Sant Feliu de Guíxols: caleta del Racó de Garbí (Sant Feliu de Guíxols), cala del Caragolet (Sant Feliu de Guíxols), cala Maset (Sant Feliu de Guíxols), cala des Cranc (Sant Feliu de Guíxols), cala del Peix (Sant Feliu de Guíxols), cala dels Mussols (Sant Feliu de Guíxols), cala de n'Oliu), cala del Cap de Mort (Sant Feliu de Guíxols), cala de l'Ametller (Sant Feliu de Guíxols), cala del Molí (Sant Feliu de Guíxols), cala Jonca, cala dels Frarers (Sant Feliu de Guíxols), cala de Tetuan (Sant Feliu de Guíxols), cala del Vigatà, cala de ses Mongetes (Sant Feliu de Guíxols), cala dels Músics (Sant Feliu de Guíxols), cala dels Rampells Cala Urgell (Sant Feliu de Guíxols), cala Romaguer, cala Joana Penya-seca
- A Santa Cristina d'Aro: cala dels Canyerets (Santa Crstina d'Aro), cala del Senyor Ramon, cala de Concagats
- A Tossa de Mar: Cala dels Tamarius, Cala d'en Jaume, Cala Giverola, Cala sa Futadera

## Cales de la Catalunya del Nord
| Municipi              | Cales |
| --------------------- | --- |
| Argelers              | Ansa del Portell                                                                                            |
| Banyuls               | Cala de les Elmes, Ansa de Fontauler                                                                        |
| Cervera de la Marenda | Ansa de Peirafita, Ansa de Terrimbou                                                                        |
| Cotlliure             | Ansa de la Baleta, Ansa dels Reguers, Cala de l'Olla                                                        |
| Portvendres           | Cala de l'Oli, Cala d'En Baus, Ansa de la Morisca, Ansa Cristina, Ansa d'Esplugues, Ansa de Santa Catarina, |

## Cales del País Valencià

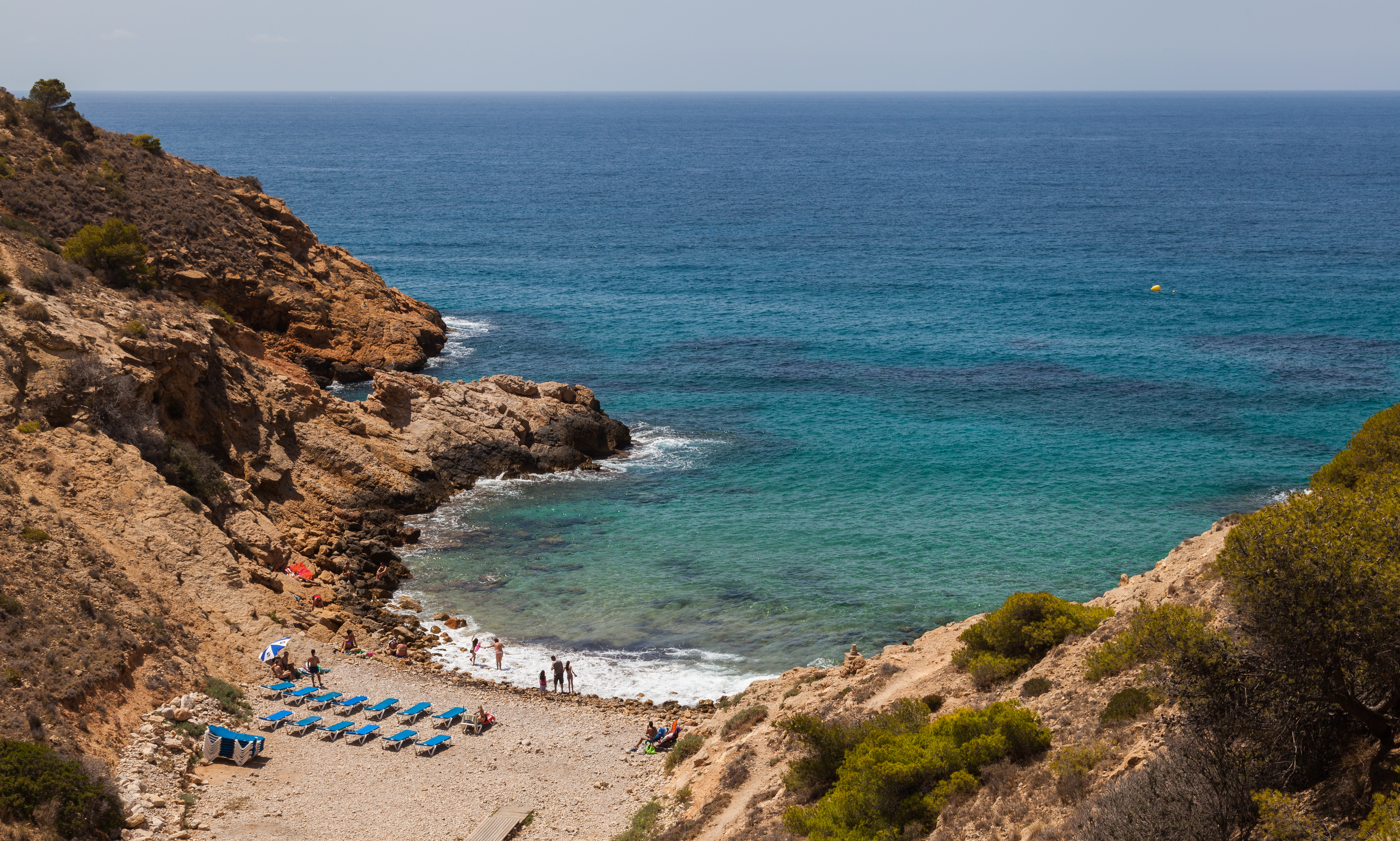
Cala del Ti Ximo a Benidorm.

- A Alacant: Cala de la Palmera (Alacant), Cala dels Cantalars (Alacant), Cala dels Jueus (Alacant), Cala dels Borratxos (Alacant)
- A l'Alfàs del Pi: cala del Metge (l'Alfàs del Pi), cala de la Mina (l'Alfàs del Pi)
- A Altea, Cala de l'Olla
- A Benidorm: Cala del Ti Ximo, cala de l'Almadrava (Benidorm)
- A Benissa: cala del Baladrar, cala de l'Advocat, cala Llobella, cala dels Pinets (Benissa), Cala Fustera,[106] cala de les Bassetes
- A Calp: Cala del Mallorquí, Calalga, cala de la Fossa, cala Maçanera, cala de Gasparet, cala del Racó del Corb
- A Dénia: Cala de l'Aigua Dolça
- Al Campello: cala dels Gitanos (el Campello), cala Lanussa, cala Baessa, cala de les Piteres, cala d'Enmig (el Campello), cala del Morro Blanc (el Campello), cala de l'Amerador (el Campello)
- A Finestrat: Cala de Finestrat o cala del Tossal.[107]
- A Moraira: cala de Llebeig (Moraira), cala Pinos (Moraira), cala del Portitxol (Moraira), cala de l'Andragó (Moraira), cala del Cap Blanc (Moraira)
- A Peníscola: Cales de la Serra d'Irta: Cala de la Basseta, Cala de l'Argilaga, Cala Mundina, Cala Blanca
- A Pilar de la Foradada: Calas de Rocamar, Cala del Rincón
- A Poble Nou de Benitatxell: cala dels Testos (Benitatxell), cala del Moraig
- A Santa Pola: cales del Cap de Santa Pola
- A la Vila Joiosa: cala Fonda (la Vila Joiosa), cala de la Figuera (la Vila Joiosa), cala del Xarco (la Vila Joiosa), cala Carritxar, cala de les Coves (entre el Campello i Vila Joiosa).[108]
- A Xàbia: cales de Sant Antoni (Xàbia), cala de Tangó (Xàbia), cales de Cala Blanca (Xàbia), cala del Francès (Xàbia), cala Sardinera (Xàbia), cala de les Palleses (Xàbia), cala de les Barraques (Xàbia) o del Portitxol, cala del Pom, cala de la Barra (Xàbia), cala d'Ambolo, cala de la Granadella

## Cales de l'Alguer
- A la ciutat de l'Alguer: Cala Bona[109]
- Al cap de la Caça: Cala de la Dragunara, cala del Buru i cala de la Barca.
- A la costa del Port de Ferro: Cala del Portitxol, cala Viola, cala del Vi i cala del Turc.